# Stadtwerke Verkehrsgesellschaft Frankfurt am Main

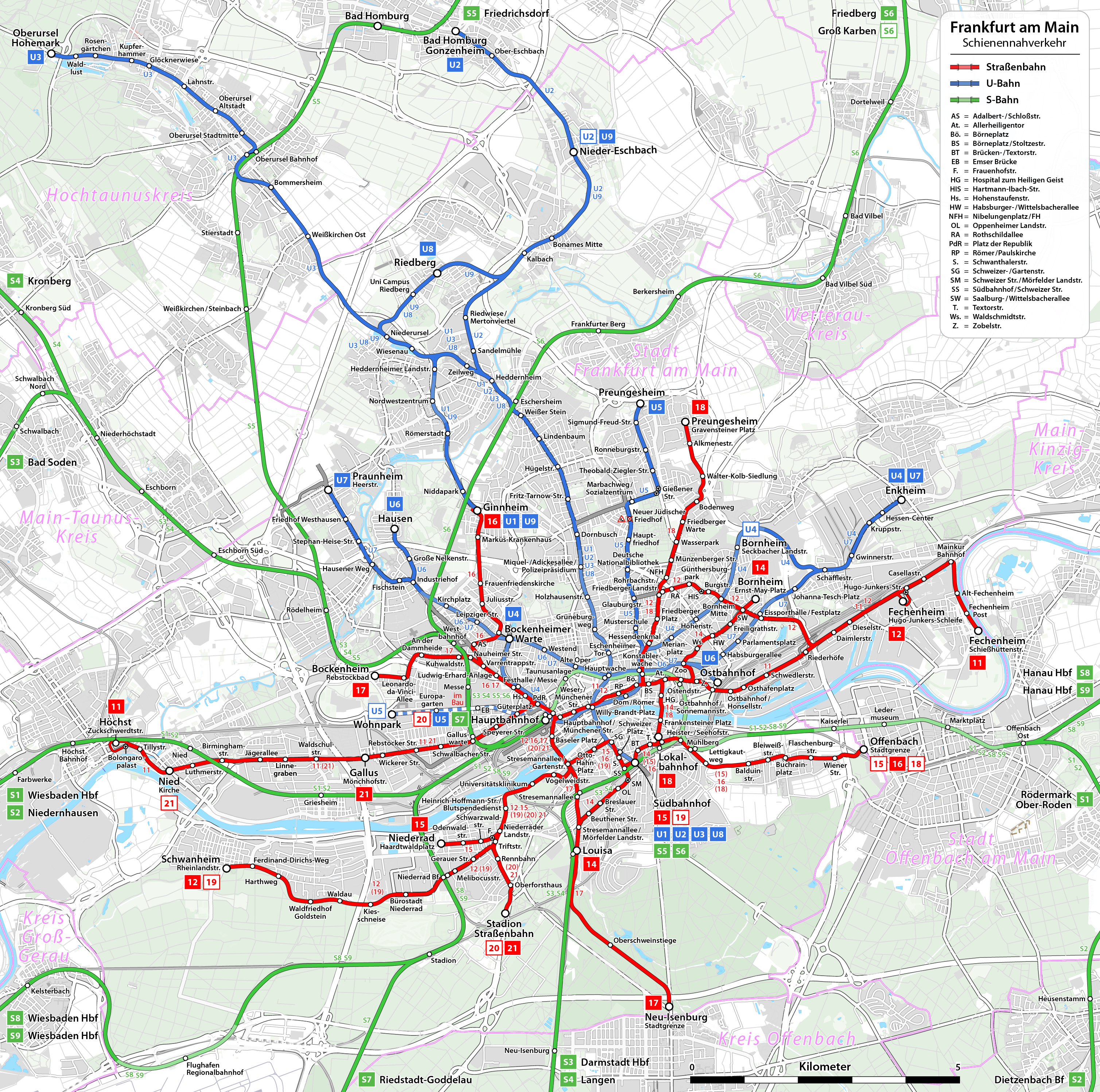
Schienenverkehrsnetz

Die Stadtwerke Verkehrsgesellschaft Frankfurt am Main mbH (VGF) ist das kommunale Verkehrsunternehmen des Öffentlichen Personennahverkehrs in Frankfurt am Main. Die VGF entstand 1996 aus der Abteilung Verkehr der Stadtwerke Frankfurt am Main, die ihrerseits 1967 aus der am 1. Januar 1898 gegründeten Städtischen Straßenbahn Frankfurt am Main hervorging. 2001 wurde traffiQ, die Lokale Nahverkehrsgesellschaft Frankfurt am Main mbH, als Aufgabenträger für den lokalen Nahverkehr in Frankfurt am Main aus der VGF ausgegründet.
Die VGF ist Betreiber der U-Bahn Frankfurt und der Straßenbahn Frankfurt am Main. Von 2004 bis 2010 war die VGF durch ihren Anteil an der Vias GmbH auch ein Eisenbahnverkehrsunternehmen. Zum 1. September 2014 übernahm die Stadtwerke Holding GmbH die bisherige VGF-Tochtergesellschaft In-der-City-Bus GmbH (ICB) mit dem operativen Busgeschäft. Infrastruktur-, Kunden- und Vertriebsdienstleistungen werden auch im Busbereich weiterhin von der VGF erbracht. Der Busbetriebshof Rebstock und Werkstattpersonal werden der ICB durch die VGF zur Verfügung gestellt.

## Leistungen
Die VGF ist mit der Durchführung des Lokalen Schienenverkehrs (U-Bahn und Straßenbahn) in Frankfurt am Main bis zum 30. Juni 2046 beauftragt. Die Direktvergabe auf der Grundlage der EU-Verordnung 1370/2007 erfolgte am 20. November 2009 durch den Magistrat der Stadt Frankfurt am Main auf Beschluss der Stadtverordnetenversammlung.  Damit hat die VGF nach Ablauf der früheren Konzession zum 31. Januar 2011 für weitere 20 Jahre das ausschließliche Recht, Schienenverkehrsleistungen in Frankfurt am Main sowie auf den Stadtbahnlinien in den Städten Oberursel und Bad Homburg vor der Höhe zu erbringen.
Darüber hinaus wurde mit Gesellschafterbeschlüssen der Stadt Frankfurt am Main vom 8. August 2012 die VGF mit dem Betrieb des Ebbelwei-Expreß und des Verkehrsmuseums Frankfurt als gemeinwirtschaftliche Verpflichtung zur Erfüllung touristischer und kultureller Zwecke betraut.
Seit dem Fahrplanwechsel 2010/2011 erbringt die VGF keine eigenen Verkehrsleistungen mehr im Buslinienverkehr.
Im Jahr 2021 beschäftigte die VGF 2.671 Mitarbeiter, davon 885 im Fahrdienst. Der Fahrzeugbestand teilte sich auf 269 U-Bahn-Wagen und 137 Straßenbahnwagen (inklusive historischer Fahrzeuge). Auf einem Liniennetz von 222,92 Kilometern wurde eine Leistung von 438,6 Millionen Personenkilometern erbracht.

## Linien
In Frankfurt werden 9 Stadtbahn- und 10 Straßenbahn-Linien bedient:

### U-Bahn
- U1: Südbahnhof ↔ Willy-Brandt-Platz ↔ Hauptwache ↔ Heddernheim ↔ Nordwestzentrum ↔ Ginnheim
- U2: Südbahnhof ↔ Willy-Brandt-Platz ↔ Hauptwache ↔ Heddernheim ↔ Nieder-Eschbach ↔ Bad Homburg Gonzenheim
- U3: Südbahnhof ↔ Willy-Brandt-Platz ↔ Hauptwache ↔ Heddernheim ↔ Oberursel Bahnhof ↔ Oberursel Hohemark
- U4: Bockenheimer Warte ↔ Hauptbahnhof ↔ Konstablerwache ↔ Seckbacher Landstraße ↔ Riederwald Schäfflestraße ↔ Enkheim
- U5: Hauptbahnhof ↔ Konstablerwache ↔ Musterschule ↔ Eckenheim ↔ Preungesheim
- U6: Hausen ↔ Industriehof ↔ Bockenheimer Warte ↔ Hauptwache ↔ Konstablerwache ↔ Zoo ↔ Ostbahnhof
- U7: Praunheim Heerstraße ↔ Industriehof ↔ Bockenheimer Warte ↔ Hauptwache ↔ Konstablerwache ↔ Zoo ↔ Eissporthalle/Festplatz ↔ Riederwald Schäfflestraße ↔ Enkheim
- U8: Südbahnhof ↔ Willy-Brandt-Platz ↔ Hauptwache ↔ Heddernheim ↔ Riedberg
- U9: Ginnheim ↔ Nordwestzentrum ↔ Riedberg ↔ Nieder-Eschbach

### Straßenbahnlinien
- 11: Höchst Zuckschwerdtstraße ↔ Nied Kirche ↔ Hauptbahnhof ↔ Fechenheim Schießhüttenstraße
- 12: Schwanheim Rheinlandstraße ↔ Hauptbahnhof/Münchener Straße ↔ Konstablerwache ↔ Bornheim Mitte ↔ Eissporthalle / Festplatz ↔ Fechenheim Hugo-Junkers-Straße/Schleife
- 14: Bornheim Ernst-May-Platz ↔ Ostendstraße ↔ Hauptbahnhof ↔ Gallus Gustavsburgplatz ↔ Gallus Mönchhofstraße
- 15: Niederrad Haardtwaldplatz ↔ Südbahnhof (↔ Offenbach Stadtgrenze zeitweise)
- 16: Ginnheim ↔ Hauptbahnhof ↔ Südbahnhof ↔ Offenbach Stadtgrenze
- 17: Rebstockbad ↔ Hauptbahnhof ↔ Stresemannallee ↔ Louisa Bahnhof ↔ Neu-Isenburg Stadtgrenze
- 18: Preungesheim Gravensteiner-Platz ↔ Friedberger Warte ↔ Konstablerwache ↔ Lokalbahnhof ↔ Louisa Bahnhof
- 19: Schwanheim Rheinlandstraße ↔ Niederrad Bahnhof ↔ Südbahnhof /Schweizer Straße ↔ Louisa Bahnhof (nur 2 Fahrten pro Richtung)
- 20: Hauptbahnhof ↔ Stresemannallee/Gartenstraße ↔ Stadion Straßenbahn (nur bei Veranstaltungen im Stadion Deutsche Bank Park)
- 21: Nied Kirche ↔ Hauptbahnhof ↔ Stadion Straßenbahn
- Ebbelwei-Expreß: Zoo → Römer/Paulskirche → Hauptbahnhof → Messe/Festhalle → Hauptbahnhof → Südbahnhof → Zoo

## Beteiligungen
Die VGF war bis zum 31. Dezember 2009 mit 49 Prozent an den Offenbacher Verkehrsbetrieben (OVB) der Nachbarstadt Offenbach am Main beteiligt, und mit deren Muttergesellschaft, den Stadtwerken Offenbach Holding (kurz: SOH) zusammen wiederum mit 49 Prozent an der MainMobil Offenbach GmbH (MMO) (SOH: 51 Prozent) beteiligt. Von diesen Beteiligungen hat sich die VGF vor dem Hintergrund der Direktvergabe der Schienenverkehrsleistungen getrennt.
Die VGF war bis zum 1. September 2014 zu 51 Prozent an der MainMobil Frankfurt GmbH (MMF) (SOH: 49 Prozent), sowie mit 100 Prozent (seit 1. Januar 2006) an der Verkehrsgesellschaft In-der-City-Bus GmbH (ICB) beteiligt. Mit ICB und MMF hatte die VGF Tochtergesellschaften, die anders als die VGF selber nicht an den Tarifvertrag für den Öffentlichen Dienst (TVöD) gebunden waren, sondern ihre Angestellten nach dem Tarifvertrag für Omnibusfahrer Hessen (OHE) bezahlten, der gegenüber dem TVöD geringere Entlohnungen vorsah. Ein Großteil des Fahrpersonals im Busbereich wurde über diese beiden Gesellschaften angestellt.
Als Beschluss der Stadtverordnetenversammlung der Stadt Frankfurt am Main am 24. Juli 2014 wurde die ICB mit dem Buslinienbündel „D“ direkt beauftragt. Als Folge dieser Beauftragung wechselten die bisherigen VGF-Töchter ICB und MMF unter das Dach der Stadtwerke Frankfurt Holding GmbH. Alle Omnibusse der VGF gingen in den Besitz der ICB über, der Betriebshof Rebstock sowie die Fahrschule wurden von der ICB gepachtet.
Die VGF war von 2004 bis 2010 zu 50 Prozent – neben der Rurtalbahn GmbH – an der Bahngesellschaft Vias GmbH beteiligt, die seit 11. Dezember 2005 das 210 Kilometer lange Netz der Odenwaldbahn befährt. Auf fünf Linien werden drei Landkreise und die Städte Frankfurt am Main und Darmstadt berührt. Die Beteiligung wurde im März 2010 aus rechtlichen Gründen an die Dänischen Staatsbahnen (DSB) abgegeben.
Im Dezember 2002 beteiligte sich die VGF als „strategischer Partner“ an der Hanauer Straßenbahn. Diese Beteiligung wurde im Zuge der Verflechtung mit der OVB wieder aufgegeben.

## Fuhrpark
Im Fuhrpark befinden sich die Straßenbahntypen K (für den Ebbelwei-Expreß), die Niederflurfahrzeuge R, S und T, sowie mehrere Museumsfahrzeuge, von denen die meisten im VGF-eigenen Verkehrsmuseum ausgestellt sind, während von den Nachkriegstypen L bis Pt mindestens je ein Exemplar betriebsfähig vorhanden ist.
Der U-Bahnbetrieb wird mit Fahrzeugen der Typen U4 und U5 abgewickelt. Als Museumsfahrzeuge werden der Prototyp 1001 und die U2-Triebwagen 303–305 erhalten. Die U3-Triebwagen 451, 452 und 453 werden als zukünftige Museumsfahrzeuge in ihren Ursprungszustand zurückversetzt.

Bushaltestelle im VGF-Design
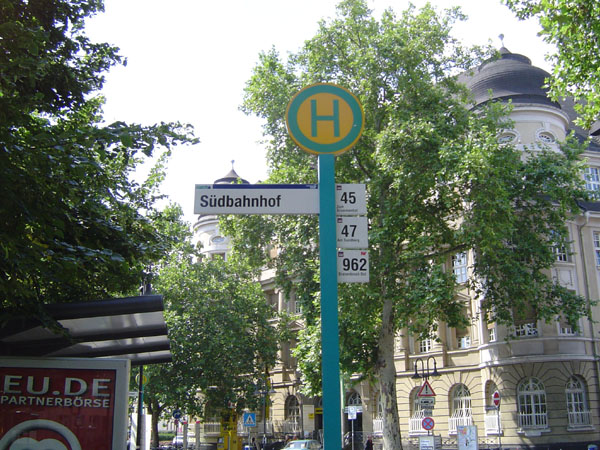
Bushaltestelle
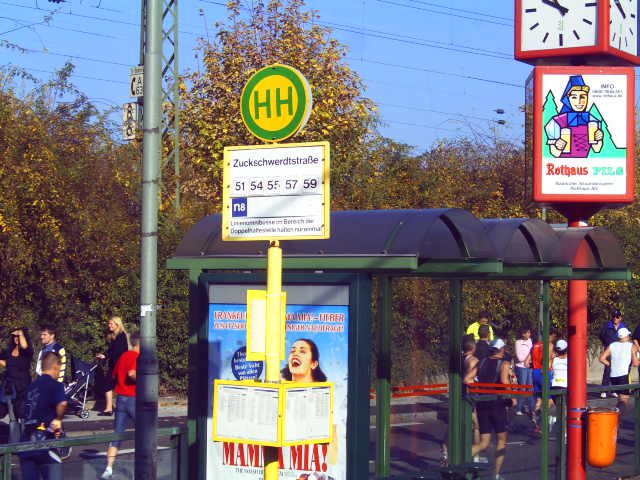
Altes Haltestellenschild-Design